# Philipp Bruch
Philipp Bruch (Zweibrücken, 11 febbraio 1781 – 11 febbraio 1847) è stato un farmacista e botanico tedesco.

## Biografia
Inizialmente lavorò presso una farmacia a Magonza, e successivamente studiò a Marburgo e a Parigi. Dopo la morte di suo padre, ereditò la sua farmacia presso Zweibrücken.
Bruch collaborò con Wilhelm Philippe Schimper (1808-1880) sull'epica Bryologia europaea, un'opera di sei volumi sui muschi dell'Europa. Inoltre, descrisse una serie di specie del muschio Orthotrichum. Il genere Bruchia della famiglia Bruchiaceae fu nominato in suo onore.